# Slag bij Delft
De Slag bij Delft (ook wel omschreven als de verdediging van Delft) was een militaire campagne gedurende de Tachtigjarige Oorlog die plaatsvond in oktober 1573 rondom de stad Delft. De slag werd gevochten door een Engels-Hollands leger geleid door Thomas Morgan en het 'Spaanse' Leger van Vlaanderen onder Francisco de Valdez. De 'Spanjaarden' werden tegengehouden en teruggedrongen.

## Achtergrond
De Spaanse gouverneur in de Nederlanden Fernando Álvarez de Toledo (Alva) was in augustus 1573 begonnen met het Beleg van Alkmaar maar moest zich terugtrekken. Al snel daarna werd met het Beleg van Leiden begonnen, maar de hoop op een snelle inname van de stad vervloog door de sterke muren en bezettingsmacht. Alva stuurde vanuit zijn kamp Francisco de Valdez met zijn terciosoldaten en daarbij twaalf divisies Walen, circa 4000 manschappen en onder commando van Julian Romero met als doel diep in Holland te komen. Het was de bedoeling om alle rijke dorpen en buitenliggende ambachten tussen Leiden, Delft en de zeekust tot aan de Maas af te sluiten zodat er geen hulp van buitenaf kon komen. Valdez nam Den Haag in zonder enige weerstand en sloeg er zijn kamp op.
Ondertussen lag een Engels regiment onder Thomas Morgan, met in de gelederen Schotten en Franse hugenoten samen met de Staatse troepen van Willem van Oranje, gelegerd in diverse dorpen tussen Delft en Rotterdam op veilige afstand van de Spanjaarden. Ze werden gepositioneerd voor hoge dijken aan beide zijden van de weg. Hun positie zorgde voor controle over twee zijden van de rivieren de IJssel en de Maas. Een compagnie van Engelsen bezette dit gedeelte in het rivierengebied onder Roger Williams en ook de soldaat en later bekende poëet George Gascoigne bevond zich in de gelederen. Deze troepen waren de laatste verdediging als Delft, Rotterdam en Delfshaven werden aangevallen door troepen van de Spaanse koning.

## Aanval
Een Hollandse strijdgroep had via een intelligentiedienst vernomen over de toenadering naar Delft. Romero en zijn Spaanse krijgsmannen hadden zich ingegraven bij een stenen brug tussen de weg van Den Haag naar Delft en sneden daarmee de route van de genoemde plaatsen naar de stad Leiden af. De Hollanders verbrandden vervolgens alle huizen voorbij deze geblokkeerde brug, zodat de Spanjaarden geen beschutting konden zoeken. De prins van Oranje had een totaal aan 6000 troepen tot zijn beschikking gelegen tussen Rotterdam en Delft, maar deze waren niet ervaren genoeg om de Spaanse terciosoldaten in open veld met een gevecht te overrompelen. Valdez deed alles wat binnen zijn mogelijkheden lag om de stadspoorten van Leiden en Delft van binnen uit open te krijgen door middel van bedrog, omkoping of het huren van moordenaars.
Valdez kwam op het idee om turfschepen te laten bouwen en koos daarna circa 1000 zelf gekozen soldaten uit met de intentie om de stad in de nacht te naderen vanuit diverse richtingen. Enkele boten wisten voorbij de toegangspoorten van Delft te komen met behulp van een Franse spion, maar het garnizoen in de stad was alert genoeg en wist alle Spaanse aanvallers uit te schakelen of gevangen te nemen. Ondertussen bij het "Polderwaert" bastion buiten Delft, leverde kapitein Chester met zijn 200 Engelse soldaten een felle strijd met overige Spaanse soldaten. De Engelsen onderscheidde zich hevig maar met zware verliezen.
Door deze nederlaag zocht Valdez een manier om de stad frontaal aan te vallen. Rond hetzelfde moment was het garnizoen druk bezig om te achterhalen wie de verraders waren die de Spanjaarden binnenlieten; door middel van het ondervragen van de gevangengenomen Spanjaarden konden ze de verraders pakken. Het stadsgarnizoen werd de volgende dag versterkt met mensen vanuit dichtbij gelegen dorpen en groeide de volgende nacht naar een bezettingsmacht van 1000 krijgsmannen. Vervolgens werden alle bruikbare kanonnen gevuld met alles wat gevonden kon worden, zoals nagels, spijkers, stukken ijzer en musketkogels. De verwachte aanval kwam echter niet, Valdez was erachter gekomen dat de stadsbezetting te machtig was en een grote aanval er niet in zat.

## Nasleep
De aanval op de stad was afgeslagen en het Spaanse leger had circa 700 soldaten verloren, merendeels in open veld en rondom de stad. Delft en andere Hollandse dorpen waren gered en dit betekende dat Leiden hoop mocht houden op een Hollandse ontzettingsleger.
Na deze Spaanse nederlaag informeerde Valdez de hertog van Alva en probeerde hem te overtuigen dat zonder meer strijdkrachten en belegeringstuig het een moeilijke situatie blijft. Hij verzocht de hertog om meer mensen en wapens en anders om hem uit het gebied te laten vertrekken met zijn eigen mannen. Ondertussen wist Romero Maassluis te veroveren, maar een poging Delftshaven in te nemen mislukte. De rest van het jaar werden er geen pogingen ondernomen door de Spanjaarden om de rest van het Rijnmond-gebied te veroveren. Vanwege zijn heldhaftige reactie op de Spanjaarden werd kapitein Chester door Willem van Oranje gepromoveerd tot de rang van luitenant-kolonel.